# Вікторівка (селище)
Вікторівка (до 2016 — Черво́на Ни́ва) — селище у Богодухівській міській громаді Богодухівського району Харківської області України.

## Географія
Селище Вікторівка лежить за 2 км від річки Мерчик (лівий берег). За 0,5 км на сході розташоване село Байрак. Село оточене великими садовими масивами.

## Історія
Селище засноване в 1928 році.
1998 року приєднане село Копанки.
17 лютого 2019 року Свято-Миколаївська парафія УПЦ (МП) приєдналася до Православної церкви України. 
12 червня 2020 року, відповідно до розпорядження Кабінету Міністрів України № 725-р «Про визначення адміністративних центрів та затвердження територій територіальних громад Харківської області», селище увійшло до Богодухівської міської громади.
19 липня 2020 року, в результаті адміністративно-територіальної реформи та ліквідації Богодухівського району (1923—2020), селище увійшло до складу новоутвореного Богодухівського району Харківської області.

## Населення
Згідно з переписом УРСР 1989 року чисельність наявного населення села становила 441 особа, з яких 215 чоловіків та 226 жінок.
За переписом населення України 2001 року в селищі мешкало 435 осіб.

### Мова
Розподіл населення за рідною мовою за даними перепису 2001 року:
| Мова       | Відсоток |
| ---------- | -------- |
| українська | 85,75 %  |
| російська  | 12,41 %  |
| молдовська | 1,15 %   |
| білоруська | 0,69 %   |

## Вікторівська сільська рада
- Телефонний код: 8-05758